# Kościół św. Izydora w Pławanicach
Kościół św. Izydora w Pławanicach – rzymskokatolicki kościół w Pławanicach, wzniesiony w 1828 jako cerkiew unicka, następnie prawosławna.
Cerkiew unicką w Pławanicach ufundował w 1828 Klemens Grodzicki. Po wymuszonej przez władze carskie likwidacji unickiej diecezji chełmskiej w 1875 została zamieniona na cerkiew prawosławną. W 1877 świątynia została częściowo przebudowana w partii dachów, zaś w 1896 - odremontowana. Po I wojnie światowej była nadal użytkowana przez parafię prawosławną. Po II wojnie światowej i wysiedleniach prawosławnej ludności ukraińskiej z ziemi chełmskiej świątynia została przekazana Kościołowi rzymskokatolickiemu. W latach 1979–1981 była cerkiew została częściowo przebudowana, ok. 1986 drewniany przedsionek obiektu został rozebrany, a następnie wzniesiono przedsionek murowany, zmieniono również konstrukcję zakrystii. Świątynia pławanicka jest kościołem filialnym parafii św. Michała Archanioła w Kamieniu.
Jest to świątynia dwudzielna (takie rozplanowanie było powszechne we wznoszonych w I poł. XIX w. unickich cerkwiach w regionie, budowanych z fundacji prywatnych), z kwadratową nawą krytą dachem dwuspadowym, na którym znajduje się sygnaturka z pojedynczą cebulastą kopułką. Pomieszczenie ołtarzowe cerkwi zamknięte jest poligonalnie.